# França nos Jogos Olímpicos de Inverno de 1994
A França participou dos Jogos Olímpicos de Inverno de 1994 em Lillehammer, na Noruega.
A equipe olímpica francesa conseguiu 5 medalhas (1 de prata e 4 de bronze) se situando na décima sétima posição do quadro geral de medalhas.

## Lista de medalhas francesas

### Medalhas de ouro
| Esporte              | Modalidade | Atleta | Performance |
| Medalhas de ouro : 0 |            |        |             |

### Medalhas de prata
| Esporte               | Modalidade | Atleta      | Performance |
| Medalhas de prata : 1 |            |             |             |
| Biatlo                | 15 km (F)  | Anne Briand |             |

### Medalhas de bronze
| Esporte                | Modalidade     | Atleta                                                               | Performance |
| Medalhas de bronze : 4 |                |                                                                      |             |
| Biatlo                 | 4 x 7,5 km (F) | Anne Briand Véronique Claudel Delphine Heyman-Burlet Corinne Niogret |             |
| Biatlo                 | 4 x 7,5 km (M) | Patrice Bailly-Salins Thierry Dusserre Hervé Flandin Lionel Laurent  |             |
| Patinação artística    | Simples (M)    | Philippe Candeloro                                                   |             |
| Esqui acrobático       | Bosses (M)     | Edgar Grospiron                                                      |             |